# FEMEN
FEMEN (em ucraniano:  Фемен) é um grupo feminista, fundado em 2008 na Ucrânia por Anna Hutsol, mas atualmente baseado em Paris. A organização alcançou notoriedade internacionalmente por protestar de forma controversa de topless em virtude de temas como o turismo sexual,  instituições religiosas, sexismo, homofobia, racismo, e outros problemas sociais, nacionais e internacionais.
A organização se descreve como "combatendo o patriarcado em suas três manifestações - exploração sexual de mulheres, ditadura e religião" e afirmou que seu objetivo é "sextremismo, servindo para proteger os direitos das mulheres". Ativistas do Femen são detidas regularmente pela polícia em resposta aos seus protestos.

## História

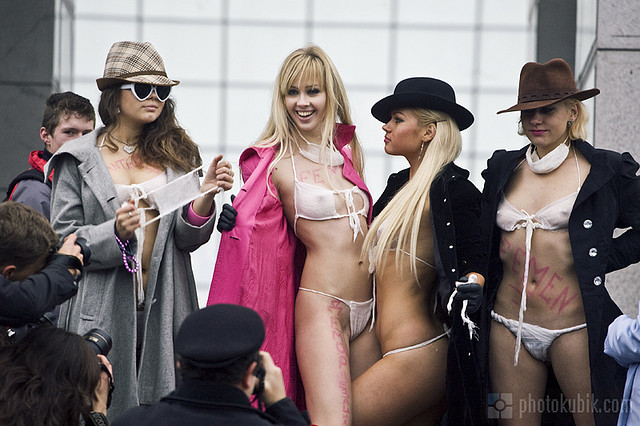
Protesto do Femen em Kiev, em 9 de novembro de 2009. Os primeiros protestos foram provocativos, mas não de topless.

Anna Hutsol é creditada como tendo fundado o movimento Femen em 10 de abril de 2008, depois de tomar conhecimento de histórias de mulheres ucranianas que foram enganadas ao ir para o exterior, e depois serem exploradas sexualmente. No entanto, de acordo com o documentário de 2013 de Kitty Green, Ukraine Is Not a Brothel (Ucrânia Não É um Bordel), o Femen foi fundado por Viktor Sviatsky. Em setembro de 2013, Inna Shevchenko respondeu ao documentário afirmando que Sviatsky "liderou o movimento há algum tempo. ...Aceitamos isso porque não sabíamos como resistir e combater isso. ... Foi quando decidi deixar a Ucrânia, e ir para a França para construir um novo Femen ". Essa mesma membra do Femen, Inna Shevchenko, discutiu sobre Sviatsky com o The Independent, em janeiro de 2014 e, embora não usasse a palavra 'fundador', disse: "Nunca negarei que ele seja uma pessoa inteligente. Ele foi a razão pela qual nos conhecemos. Ele era uma daquelas pessoas inteligentes ao nosso redor no começo, que eram mais experientes ". Desde 2013, o Femen é liderado por Inna Shevchenko.
Uma das membras fundadoras, Oksana Shachko, foi encontrada morta em Paris em 24 de julho de 2018; acredita-se que sua morte seja um suicídio. Ela estava vivendo como uma artista independente separada do grupo após disputas com outras membras.

## "Femen Brazil"
No Brasil, o grupo foi liderado por Sara Winter e contou com cerca de 15 mulheres ativistas. Sara relata que inicialmente recebeu suporte do Femen Internacional, em especial de Alexandra Shevchenko, uma das figuras centrais do grupo na Ucrânia. O autointitulado "movimento sextremista" afirmava defender uma forma de oposição ao machismo, utilizando a nudez feminina para chamar a atenção da sociedade e "vender" suas ideias. O grupo sofreu uma reviravolta com o fechamento de sua filial brasileira menos de um ano depois de sua inauguração.
Em nota oficial, a sede retirou o direito da líder brasileira Sara Winter de usar o nome Femen. Anna Hutsol ameaçou ainda “revelar o real motivo que fez Sara entrar no Femen”. Em represália, Sara teceu diversas críticas ao grupo, afirmando que tratava-se de uma empresa e uma ação de marketing ao invés de um movimento social legítimo. A ex-número dois do grupo, Bruna Themis, também pronunciou-se criticamente em relação ao Femen, afirmando que trata-se de um movimento sem propostas, que exclui mulheres que estão fora do padrão de beleza considerado "apropriado" e que encontra-se afastado dos ideais do feminismo. Bruna também acusou a ex-líder do grupo (Sara Winter) de centralização, autoritarismo e de ser simpática ao nazismo.